# Afriland First Bank
Afriland First Bank est une banque à service complet camerounaise. Elle a des filiales en République démocratique du Congo, en Guinée équatoriale, en Guinée, au Liberia, au Soudan du Sud, à São Tomé-et-Príncipe, au Bénin et en Zambie. La banque a été fondée à Yaoundé (Cameroun) en 1987 sous le nom de Caisse Commune d'Epargne et d'Investissement. C'est le plus grand groupe de services financiers au Cameroun. Son P-DG actuel et fondateur est Paul Fokam. Jean-Paulin Fonkoua est le président du conseil d'administration.

## Histoire
Afriland first group est une holding bancaire installée en Suisse et dirigée par le Camerounais Paul Kammogne Fokam. C'est en juillet 1987 que Dr Paul K. Fokam obtient l’agrément de banque pour Caisse Commune d’Épargne et d’Investissement pour sa banque Afriland First Bank. Mais il faut noter que c'est en 1986 qu'Afriland First Bank est enregistrée comme société à responsabilité limitée avec un capital de 300 millions de Franc CFA avant de recevoir son agrément en 1987 pour finalement lancer ses activités en 1988 à Yaoundé.
Leur objectif est de donner une image positive du continent africain qui alors avait subi de plein fouet la crise des années 1980 et peinait à reprendre la voie de la croissance.
La banque est un plus grand fournisseur de services financiers au Cameroun avec des dépôts de clients estimés en décembre 2012 à près de 951 millions de dollars américains (460 milliards de FCFA). La banque avec ses filiales dans le monde avait une base d'actifs combinée évaluée à 2,3 milliards de dollars (1,7 milliard d'euros) en décembre 2010.
En octobre 2016, à la suite des soucis financiers que connaît sa filiale équato-guinéenne, la plus importante de la banque, le groupe Afriland First et Paul Fokam annoncent céder 90 % des parts qu’ils détenaient depuis 2010 dans First Bank Zambie.
En janvier 2017, Paul Fokam annonce vouloir ouvrir une filiale au Burkina Faso.
À partir de 2022, Afriland veut s'appuyer sur l'agrément dont dispose sa filiale camerounaise pour s'implanter au Congo, en Centrafrique et au Tchad en vertu d'accords communautaires en vigueur dans ces pays depuis 2010,.

### Évolution du capital
L'entreprise est créée en 1986 avec un capital de 300 millions de Franc CFA puis évoluera peu à peu pour atteindre les 15,8 milliards de Franc CFA avant de passer à 20 milliards de Francs CFA en 2017 et pour finalement arriver à 50 milliards de Francs CFA en 2022.

## Affaires en RDC
Des ONG américaines accusent Dan Gertler d'avoir profité des sanctions pour faire des profits dans ses affaires en RDC, notamment avec la Gecamines. La banque Afriland est citée dans des transactions et montages financiers : « entre 2018 et 2020, bien que sous le coup de sanctions du trésor américain l’homme d’affaire israélien controversé Dan Gertler, proche de l’ex-président Joseph Kabila, aurait utilisé une série de prête-noms pour ouvrir des comptes chez Afriland FirstBank, y déposer plusieurs millions de dollars, puis fait des transferts dans le pays et à l’international ». Afriland porte plainte à Paris contre PLAAF et Global Witness.
L'avocat de la banque, Éric Moutet, est condamné à Paris en juin 2022 pour diffamation, après avoir assuré que les lanceurs d'alertes étaient des « faussaires ».